# Стар Русик
Старият Русик (на гръцки: Ρωσικό) е бивш руски православен скит на Света гора, подчинен на руския манастир „Свети Пантелеймон“, сега със статут на килия.

## История
Старият Русик, или Високият Русик е втората най-стара след скита „Света Богородица Ксилургу“ руска обител на Атон. Основана е през 1169 г. когато по молба на монасите от руската монашеска община начело с игумена Лаврентий светогорските старци отстъпват на монасите запустелия манастир с църква, посветена на Свети Пантелеймон.
В течение на няколко столетия обителта процъфтява, благодарение и на шедрите дарения на редица сръбски, молдовските и влашки владетели, и на руските царе – Иван Грозни и династията Романови.
Старият Русик е мястото, с което се свързва основаването на първия руски манастир „Свети Пантелеймон“, който през XVII век е преместен близо до морето, където се намира и сега.
В началото на ХІХ век започва упадък на Стария Русик, който продължава до 1868 г. Тогава на неговата територия са построени църквата „Свети Пантелеймон“, параклисите „Свети Сава Сръбски“, „Свети мъченици Варвара, Екатерина и Параскева“ и „Свети 42-ма мъченици Аморейски“, благодарение на щедри дарения от Русия през втората половина на XIX век. В обителта остават да живеят около 20 монаси, след смъртта на които, скитът отново запустява.
След Първата световна война и Октомврийската революция в Русия, Стария Русик е напълно изоставен и част от сградите му се превръщат в развалини.
В последните десетилетия Стария Русик с усилията на монасите от манастира Свети Пантелеймон и дарения идващи от Русия, започва постепенно обновление на скита. В наши дни в обителта няма постоянно живеещи монаси.